# Koszturino
Koszturino (macedónul: Костурино) település Észak-Macedóniában, a Délkeleti körzetben, a Sztrumicai járásban.

## Népesség
| Lakosok száma | 1069 | 1173 | 1403 | 1626 | 1530 | 1235 | 1280 | 895  |
|               | 1948 | 1953 | 1961 | 1971 | 1981 | 1994 | 2002 | 2021 |

- 2002-ben 1280 lakosa volt, akik közül 1276 macedón, 2 szerb, 1 török és 1 egyéb.